# Estadio Atanacio Villagra
El Estadio Atanacio Villagra, es un estadio de fútbol de Paraguay que se encuentra ubicado en la ciudad de Liberación y es propiedad de la Liga Social, Cultural y Deportiva Liberación entidad afiliada a la Unión del Fútbol del Interior y del club Deportivo Liberación afiliado a la Asociación Paraguaya de Fútbol. El escenario tiene una capacidad de unas 2400 personas.
El estadio se encuentra en un predio municipal del barrio Santa Ana, en la zona sur oeste de la ciudad, a unos 1200 metros de la Ruta N.º 3 General Elizardo Aquino.

## Primeras etapas y habilitación
En el año 2015 se iniciaron los trabajos de nivelación del campo de juego, en el año 2016 se iniciaron los trabajos para las gradería norte y vestuarios.
El estadio fue habilitado inicialmente en abril de 2017 con una capacidad inicial de 1500 espectadores. El primer partido oficial disputado en este escenario fue el encuentro por la tercera fecha de la División Intermedia 2017, cuando el Deportivo Liberación recibió y derrotó al club Martín Ledesma por 2 goles contra 1. El primer gol oficial lo convirtió Félix Vargas jugador del club Martín Ledesma.
Para la temporada 2018 las obras del estadio continuaban y fue habilitado la gradería oeste elevando la capacidad a unos 2400 espectadores. El proyecto llegaría a una capacidad final de 5000 personas.